# Atrazonotus umbrosus
Atrazonotus umbrosus är en insektsart som först beskrevs av William Lucas Distant 1893.  Atrazonotus umbrosus ingår i släktet Atrazonotus och familjen Rhyparochromidae. Inga underarter finns listade i Catalogue of Life.